# دير القصيبة
دير القصيبة هي قرية مغربية وسط المملكة. تنتمي دير القصيبة لإقليم بني ملال . تضم هذه القرية 19.130 نسمة (إحصاء 2004).
أحدتث برسم التقسم الإداري لسنة 1992، تابعة لقيادة ايت ويرة، و يعدّ اغرم العلام مركزا لها.